# Ian McKellen
Sir Ian Murray McKellen, CH, CBE (Burnley (Lancashire), 25 mei 1939) is een Engels acteur. McKellen is bij het grote publiek vooral bekend van zijn rol als Magneto in de zes X-Men-films, en als tovenaar Gandalf in de trilogieën The Lord of the Rings en The Hobbit. Ook speelt hij de rol van Sir Leigh Teabing in de film The Da Vinci Code. In 1991 werd McKellen Sir Ian McKellen, toen hij geridderd werd als erkenning voor zijn bijdrage aan de theaterwereld.

## Biografie
McKellens liefde voor het theater werd op jeugdige leeftijd gestimuleerd door zijn ouders, die hem op driejarige leeftijd meenamen naar een opvoering van Peter Pan in The Manchester Opera House.
Zijn eerste rollen speelde hij op zijn basisschool, Bolton school in het plaatsje Wigan, waar hij samen met zijn ouders net voor het uitbreken van de Tweede Wereldoorlog naartoe was verhuisd. Op Bolton school speelde hij onder meer in het stuk The Beauty Contest door Leonard Roe, en speelde hij Malvolio in Twelfth Night.
Na zijn middelbare school te hebben afgerond kreeg hij een beurs om Engelse literatuur te studeren onder begeleiding van Tom Henn, bij uitstek een kenner van Shakespeare en Yeats.
Na twee jaar werd McKellens beurs echter ingetrokken, omdat zijn studievoortgang werd overschaduwd door het oplopende aantal theaterproducties (uitgevoerd door studenten) waar hij aan meedeed.
Toen hij in 1961 toch afstudeerde als Bachelor of Arts besloot hij acteur te worden, en zonder dat hij de kunstacademie had doorlopen maakte hij zijn officiële debuut als Roper in A Man of All Seasons in het Belgrade Theatre.
Drie jaar later woonde hij in Londen, samen met zijn vriend Brian Taylor, een docent geschiedenis.
McKellen hield zijn homoseksuele geaardheid niet verborgen op zijn werk, noch in zijn persoonlijke omgeving, maar hij hield het wel verborgen voor zijn naaste familie, en voor de media, omdat naar zijn eigen zeggen homoseksualiteit in Engeland nogal gevoelig lag.
Hij heeft ook een tijdje een gastrol gespeeld in de Britse serie Coronation Street. Op 29 augustus 2012 speelde hij een rol bij de openingsceremonie van de Paralympische Spelen.

## Trivia
McKellen is de enige acteur uit The Lord of the Rings-trilogie die een Oscarnominatie kreeg, en dit voor zijn rol als Gandalf.

## Filmografie
- The Indian Tales of Rudyard Kipling (televisieserie) – Plowden (afl. "The Tomb of His Ancestors", 1964)
- Sunday Out of Season (televisiefilm, 1965) – Victor Leech
- The Trial and Torture of Sir John Rampayne (televisiefilm uit de anthologieserie The Wednesday Play, 1965) – Wolf
- David Copperfield (televisieserie) – David Copperfield (9 afl., 1966)
- Hay Fever (televisiefilm uit de anthologieserie Play of the Month, 1968) – Simon Bliss
- A Touch of Love (1969) – George Matthews
- Alfred the Great (1969) – Roger
- The Promise (1969) – Leonidik
- Ross (televisiefilm uit de anthologieserie Play of the Month, 1970) – Ross / T.E. Lawrence
- The Tragedy of King Richard II (televisiefilm, 1970) – King Richard II
- Edward II (televisiefilm, 1970) – King Edward
- Hamlet (televisiefilm, 1970) – Hamlet
- Hedda Gabler (televisiefilm uit de anthologieserie Play of the Month, 1972) – George Tesman
- The Last Journey (televisiefilm uit de anthologieserie ITV Saturday Night Theatre, 1972) – Lyov
- The Recruiting Officer (televisiefilm uit de anthologieserie Play of the Month, 1973) – Captain Plume
- Jackanory (televisieserie) – voorlezer (afl. "The Moon in the Cloud", 1978)
- A Performance of Macbeth (televisiefilm, 1979) – Macbeth
- Every Good Boy Deserves Favour (televisiefilm uit de anthologieserie BBC2 Playhouse, 1979) – Alexander
- Armchair Thriller (televisieserie) – Antony Skipling (4 afl., 1980)
- The Vanishing Army (televisiefilm uit de anthologieserie Play for Today, 1980) – rol onbekend
- Priest of Love (1981) – D.H. Lawrence
- The Scarlet Pimpernel (televisiefilm, 1982) – Paul Chauvelin
- Walter (televisiefilm, 1982) – Walter
- The Keep (1983) – Dr. Theodore Cuza
- Walter & June (televisiefilm, 1983) – Walter
- Plenty (1985) – Sir Andrew Charleson
- Zina (1985) – Arthur Kronfeld
- Windmills of the Gods (miniserie) – voorzitter (2 afl., 1988)
- Scandal (1989) – John Profumo
- Countdown to War (televisiefilm, 1989) – Adolf Hitler
- Othello (televisiefilm uit de anthologieserie Theatre Night, 1990) – Iago
- Last Action Hero (1993) – de Dood
- Six Degrees of Separation (1993) – Geoffrey Miller
- The Ballad of Little Jo (1993) – Percy Corcoran
- And the Band Played On (televisiefilm, 1993) – Bill Kraus
- Tales of the City (miniserie) – Archibald Anson Gidde (3 afl., 1993)
- I'll Do Anything (1994) – John Earl McAlpine
- The Shadow (1994) – Dr. Reinhardt Lane
- To Die For (1994) – verteller quiltdocumentaire (stem)
- Jack & Sarah (1995) – William
- Restoration (1995) – Will Gates
- Richard III (1995) – Richard III
- Cold Comfort Farm (televisiefilm, 1995) – Amos Starkadder
- Live from the Lilydrome (televisieserie) – de priester (afl. onbekend, 1995)
- Rasputin: Dark Servant of Destiny (televisiefilm, 1996) – tsaar Nicholas II
- Bent (1997) – oom Freddie
- Swept from the Sea (1997) – Dr. James Kennedy
- Apt Pupil (1998) – Kurt Dussander
- Gods and Monsters (1998) – James Whale
- David Copperfield (miniserie) – Creakle (2 afl., 1999)
- X-Men (2000) – Erik Lehnsherr / Magneto
- The Lord of the Rings: The Fellowship of the Ring (2001) – Gandalf the Grey
- The Lord of the Rings: The Two Towers (2002) – Gandalf the White
- Emile (2003) – Emile
- The Lord of the Rings: The Return of the King (2003) – Gandalf the White
- X2 (2003) – Erik Lehnsherr / Magneto
- The Simpsons (televisieserie) – zichzelf (stem, afl. "The Regina Monologues", 2003)
- The Magic Roundabout (2005) – Zebedee (stem Engelse versie)
- Asylum (2005) – Dr. Peter Cleave
- Eighteen (2005) – Jason Anders (stem)
- Neverwas (2005) – Gabriel Finch
- Coronation Street (televisieserie) – Mel Hutchwright (10 afl., 2005)
- Doogal (2006) – Zebedee (stem)
- Flushed Away (2006) – de pad (stem)
- The Da Vinci Code (2006) – Sir Leigh Teabing
- X-Men: The Last Stand (2006) – Erik Lehnsherr / Magneto
- Displaced (2006) – rol onbekend (stem)
- Extras (televisieserie) – zichzelf (afl. "Sir Ian McKellen", 2006)
- Stardust (2007) – verteller
- The Golden Compass (2007) – Iorek Byrnison (stem)
- King Lear (televisiefilm uit de anthologieserie Great Performances, 2008) – koning Lear
- The Prisoner (miniserie) – Two (6 afl., 2009)
- The Hobbit: An Unexpected Journey (2012) – Gandalf the Grey
- The Academy: Special (televisiefilm, 2012) – Murray
- Doctor Who (televisieserie) – Great Intelligence (stem, afl. "The Snowmen", 2012)
- The Hobbit: The Desolation of Smaug (2013) – Gandalf the Grey
- The Wolverine (2013) – Magneto (niet op aftiteling)
- The Five(ish) Doctors Reboot (televisiefilm, 2013) – zichzelf
- Vicious (televisieserie, 14 afl., 2013–2016) – Freddie Thornhill
- The Hobbit: The Battle of the Five Armies (2014) – Gandalf the Grey
- X-Men: Days of Future Past (2014) – Erik Lehnsherr / Magneto (oud)
- Mr. Holmes (2015) – Sherlock Holmes
- The Dresser (televisiefilm, 2015) – Norman
- Beauty and the Beast (2017) – Cogsworth
- Animal Crackers (2017) – Horatio P. Huntington (stem)
- All Is True (2018) – Henry Wriothesley
- Family Guy (televisieserie) – Dr. Cecil Pritchfield (stem, afl. "Send in Stewie, Please", 2018)